# Brloh (powiat Pardubice)
Brloh – wieś i gmina w Czechach, w powiecie Pardubice, w kraju pardubickim.
1 stycznia 2017 gminę zamieszkiwało 226 osób, a ich średni wiek wynosił 44,6 roku.